# Peller von Schoppershof

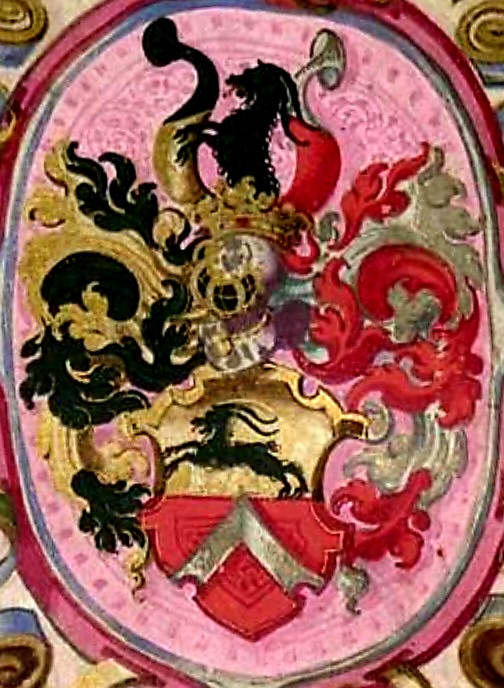
Wappen der Peller von Schoppershof, Darstellung um 1618

Die Peller von Schoppershof waren ein 1585 nobilitiertes Nürnberger Patriziergeschlecht, das erst 1788, gegen Ende der reichsstädtischen Zeit, ratsfähig wurde. 1870 ist die Familie im Mannesstamm erloschen.

## Geschichte
Die Peller stammten ursprünglich aus der Gegend der Waldstädte, damals zur Habsburgermonarchie gehörend, und führten sich auf einen Hans Peller, der um 1270 dort gelebt haben soll, zurück. Ein weiterer früher Verwandter namens Ulrich Peller soll ab 1474 Abt des Klosters Roggenburg gewesen sein. Eine Verwandtschaft mit diesen beiden sowie anderen angeblichen Familienmitgliedern aus der Zeit vor dem 16. Jahrhundert lässt sich allerdings nicht belegen. Die nachweisbare Stammreihe beginnt erst mit Balthasar Peller, der 1542 Bürgermeister von Radolfzell gewesen ist. Der zweite Sohn Balthasar Pellers lebte weiterhin in Radolfzell und begründete dort eine Familienlinie, die bis Ende des 18. Jahrhunderts bestand, während sich der jüngste, Martin, in Nürnberg niederließ. Im Januar 1585 wurden Martin sowie sein Bruder Balthasar Peller von Kaiser Rudolf II. in den erblichen Adelsstand erhoben.
1581 hatte Martin Peller in Venedig Bekanntschaft mit dem Nürnberger Kaufmann sowie seinem spätere Schwiegervater Bartholomäus Viatis gemacht und war zunächst als dessen Gehilfe tätig. Im folgenden Jahr begleitete Peller Viatis mit nach Nürnberg. 1591 schlossen sich die beiden Kaufleute zu einer gemeinsamen Handelsgesellschaft zusammen, die zu den erfolgreichsten und umsatzstärksten Nürnberger Handelsfirmen gehörte. Die Firma handelte unter anderem mit Seiden-, Tuch- und Spezereiwaren, aber auch Bergbau- sowie Rüstungsgütern. Die Nachkommen Martin Pellers und Viatis führten das Unternehmen bis zu dessen Auflösung 1729 fort.

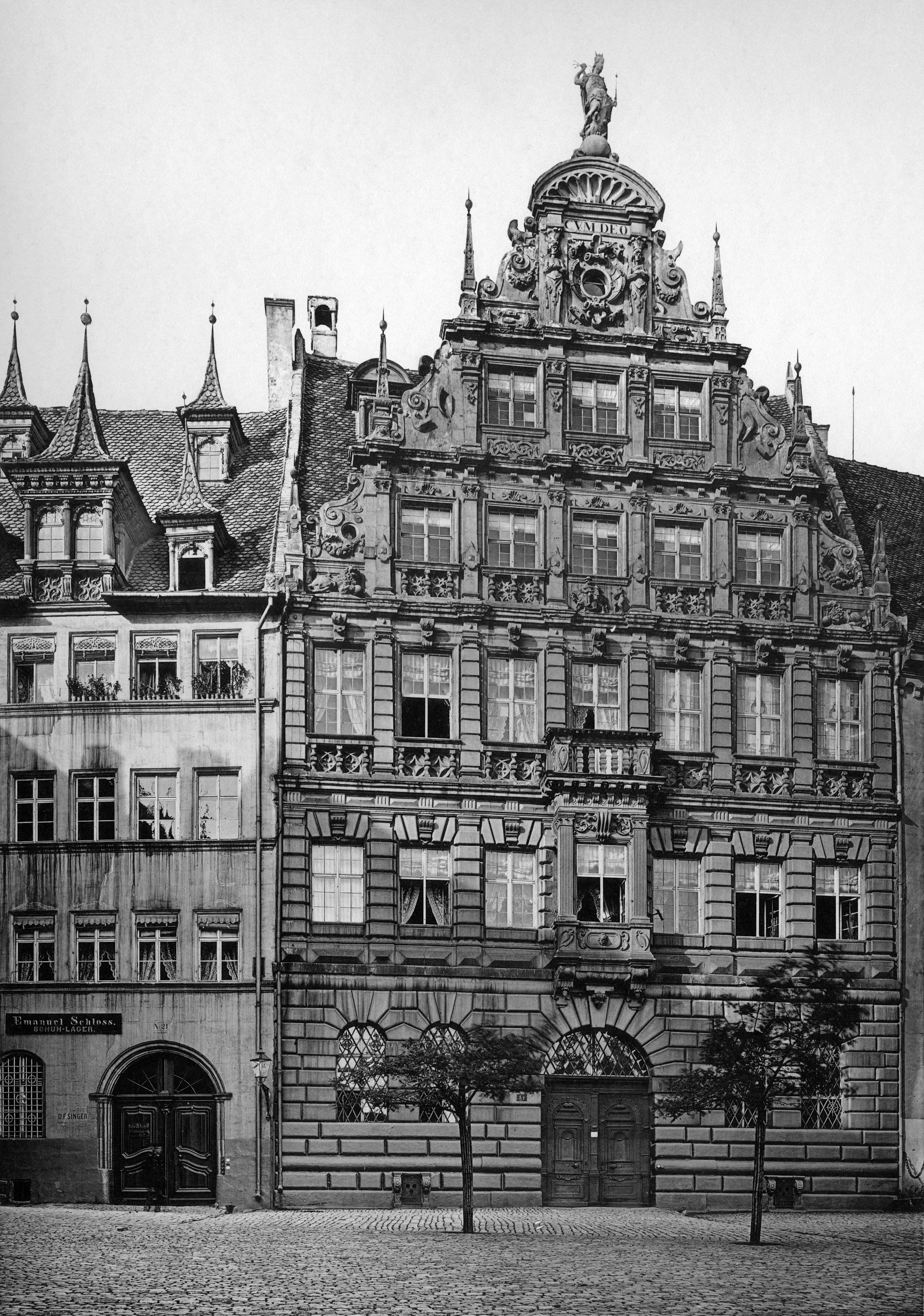
Pellerhaus in Nürnberg (1891)

Im Laufe des 16. Jahrhunderts begann auf Grund von Handelsverschiebungen der Niedergang einiger alteingesessener Patrizierfamilien. Neue Unternehmen, wie das von Viatis und Peller reagierten jedoch flexibler als die traditionellen Nürnberger Handelshäuser auf die sich verändernden Gegebenheiten und konnten somit weiterhin zu Vermögen gelangen. Die Peller gehörten bald zu den vermögendsten Familien der Stadt. „Neureiche“, wie Peller, wurden von den älteren Familien allerdings zunächst mit Argwohn betrachtet. Martin Peller erlangte 1596 das Nürnberger Bürgerrecht. Seinen Reichtum stellte Peller auch demonstrativ zur Schau: Anfang des 17. Jahrhunderts ließ er im Wohnviertel der alten Patriziergeschlechter, am Egidienberg, das stattlichen Pellerhaus errichten.

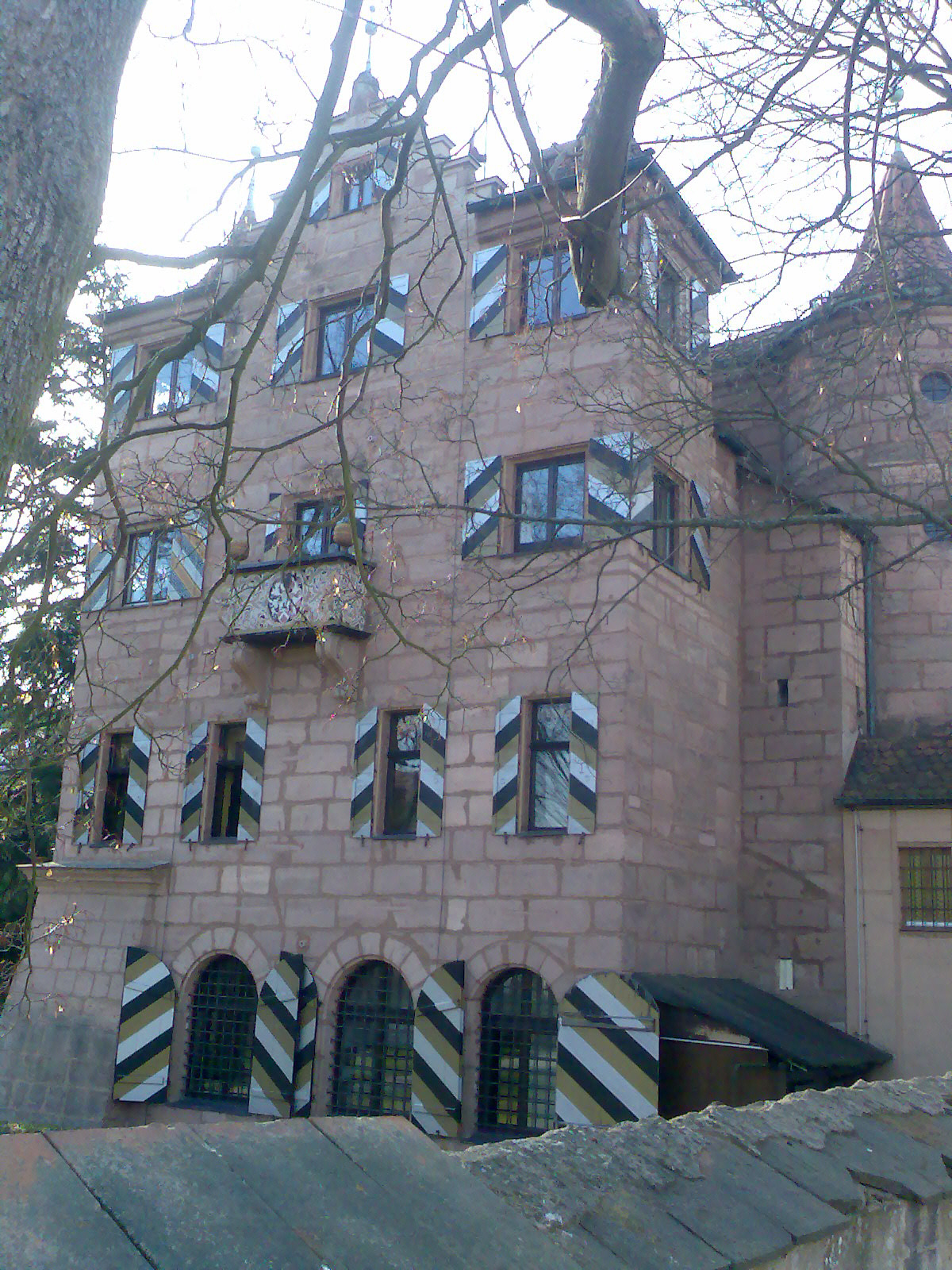
Herrensitz Schoppershof mit Peller-Wappen am Balkon

Nach Viatis Tod erbte Martin Peller dessen Herrensitz in Schoppershof, fortan nannte sich die Familie nach diesem Ort. Im Pellerschloss Schoppershof sollen nach traditioneller Überlieferung der Familie später Präliminarien zwischen Axel Oxenstierna und Ottavio Piccolomini zum Vollzug des Westfälischen Friedens (als Teil des Nürnberger Exekutionstages) unterzeichnet worden sein. Tatsächlich wurde der Interims-Rezess des Exekutionstages am 11. September 1649 von Isaak Volmar für die kaiserliche Seite unterschrieben, während Axel Oxenstierna gar nicht an den Verhandlungen teilnahm. Möglicherweise unterzeichneten Piccolomini und der schwedische Hauptgesandte Pfalzgraf Karl Gustav aber das Geheimabkommen vom 25. September 1649 über die gegenseitige Auflösung von Kavallerietruppen auf Schoppershof.
Auf dem Johannisfriedhof ließ Martin Peller das Erbbegräbnis der Familie errichten und 1619 kaufte er die Hälfte eines Gartens in St. Johannis, dessen anderer Teil von Martins Sohn Christoph, der ihn schließlich im Stil der Renaissance ausgestalten ließ, erworben wurde. 1755 gelangte Jacob Gottfried Rudolf Volckamer in den Besitz dieses Gartens. Die Orgel sowie einiges an Ornat für den Barockneubau von St. Egidien wurde 1711 beziehungsweise 1718 von Martin Peller dem Jüngeren gestiftet.
Martin Peller (der Ältere) war Genannter des Größeren Rats der Reichsstadt, wie auch später einige seiner Nachkommen. 1730 wurde der Familie (neben den Viatis, Praun und Wölckern) die Gerichtsfähigkeit – als Art „Vorstufe“ zur Ratsfähigkeit – zuerkannt. Im März 1788 stimmten die Nürnberger Patrizier schließlich zu, die Peller, Praun und Wölckern in den Inneren Rat aufzunehmen. Das Patriziatsdiplom für die Peller wurde am 6. Januar 1789 von Joseph II. ausgestellt.
Karl Gustav Christoph Peller beschädigte 1801 das Ansehen der Familie Peller, nachdem er in seinem Amt als Leihhaus-Kassier Gelder veruntreut hatte und Untersuchungen gegen ihn eingeleitet wurden.
1813 wurden die Peller von Schoppershof in die Adelsmatrikel des Königreichs Bayern eingetragen. Der letzte männliche Nachkomme der Familie Peller, Christoph Karl Friedrich Wilhelm, fiel am 6. August 1870 in der Schlacht bei Wörth, mit ihm starb die Familie Peller aus. 1875 erwarben die Tucher von den Peller-Erben den Sitz der Familie in Schoppershof. Andere verbliebene Besitzungen wurden von den Erben ebenfalls veräußert.

## Ehemalige Besitzungen (Auszug)
- Schloss Schoppershof (1624–1875)

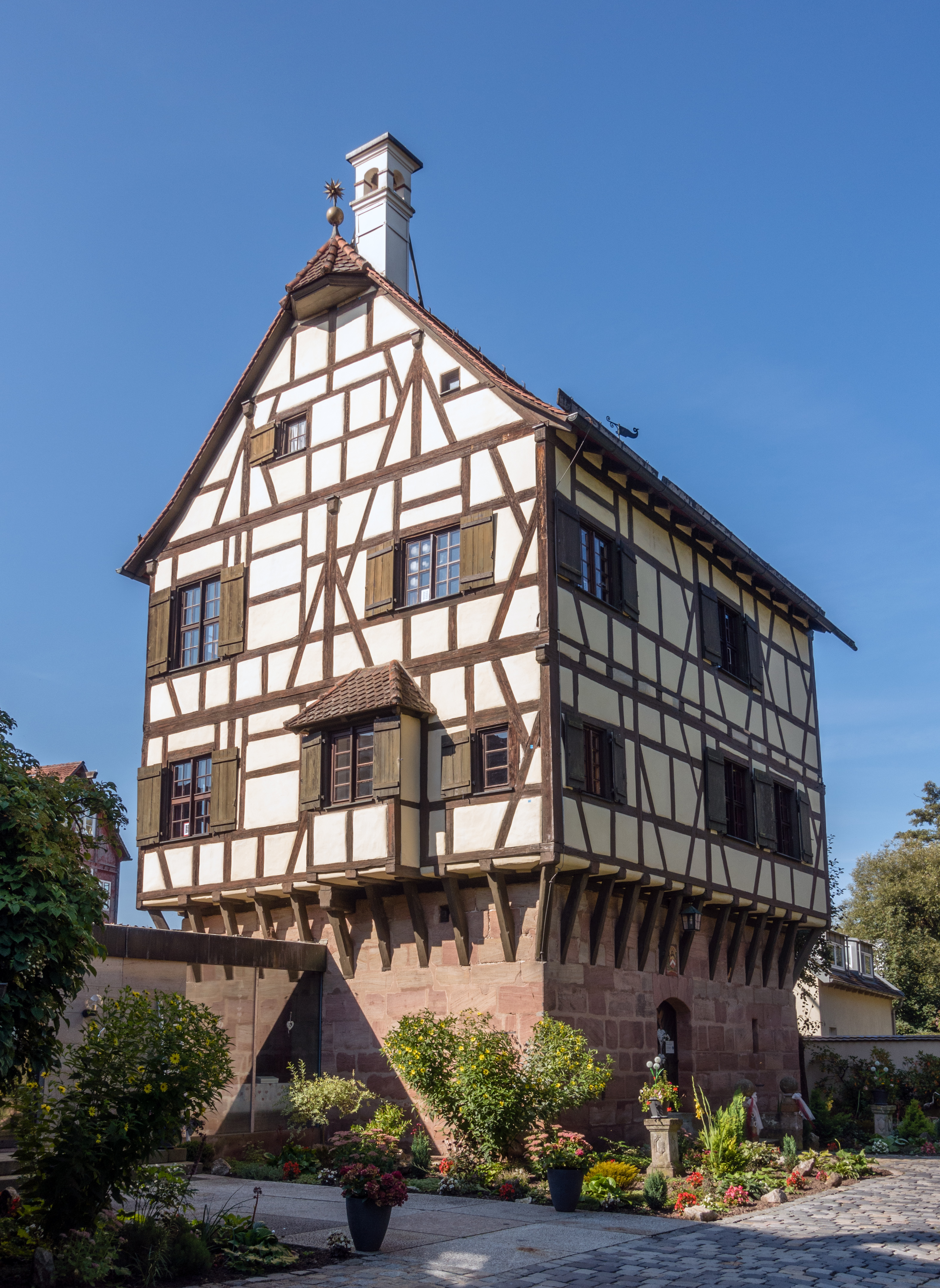
Pellerschloss in Nürnberg-Fischbach

- Pellerschloss in Fischbach (1687–1872)
- Muggenhof (1699–1751)
- Neuses (erworben 1718)
- Kastenreuth (erworben 1735)

## Wappen

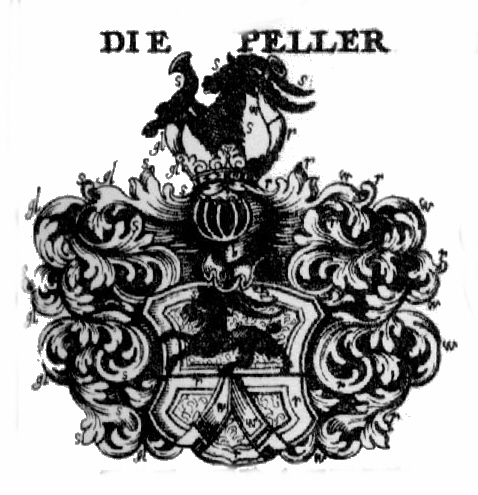
Familienwappen der Peller bei Siebmacher, 1703
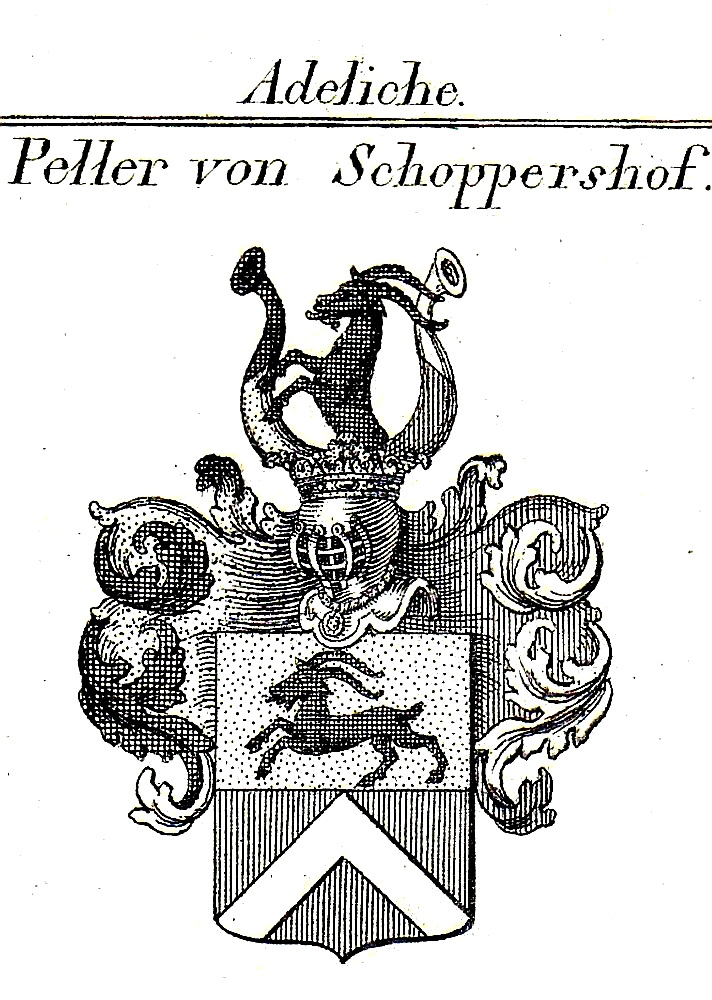
Wappen bei Tyroff, 1820

Das Wappen wurde der Familie bei ihrer Erhebung in den Adelsstand von Rudolf II. verliehen.
Blasonierung: Schild von Gold und Rot geteilt. Oben ein springender, schwarzer Steinbock, unten ein silberner Sparren. Die Helmdecken sind rechts schwarz-golden und links rot-silbern. Auf dem Helm ein wachsender schwarzer Steinbock zwischen zwei Büffelhörnern, welche rechts schwarz-golden und links silbern-rot geteilt sind.

## Stammliste (Auszug)
Balthasar Peller d. Ä., Bürgermeister von Radolfzell ⚭ Margaretha Hecker
1. Conrad Peller d. Ä., nachweisbar 1580 ⚭ N.N. Seckler, drei Kinder
  1. Conrad Peller d. J. ⚭ Anna Klump (keine weiteren Nachkommen)
2. Balthasar Peller d. J. († 1623), Bürgermeister von Radolfzell ⚭ Anna Mohr von Allersbach, sieben Kinder mit weiteren Nachkommen
3. Martin Peller (1559–1629) ⚭ Maria Viatis (1571–1641), neun Kinder
  1. Tobias Peller (1599–1650), Marktvorsteher ⚭ Maria Magdalena Schmidtmeyer von Schwarzenbruck, sieben Kinder
    1. Christoph Peller d. J. (1630–1711), Jurist, Diplomat, Prokanzler der Universität Altdorf ⚭ Clara Einwag (1641–1698), 14 Kinder, keines mit Nachkommen
    2. Johann Jobst Peller (1638–1711), Jurist, unverheiratet

  2. Christoph Peller d. Ä. (1607–1681) ⚭ Maria Magdalena Tetzel von Kirchensittenbach (1617–1690), 13 Kinder
    1. Jobst Christoph Peller (1638–1709) ⚭ 1. Anna Maria Huber (1639–1671), fünf Kinder ⚭ 2. Anna Barbara von Stetten (1650–1715), elf Kinder
      1. Balthasar Peller (1677–1720) ⚭ Maria Clara Kreß von Kressenstein (1687–?), sechs Kinder

    2. Johann Jacob Peller (1645–1712) ⚭ Sophia Ursula Haller von Hallerstein (1661–1688), fünf Kinder
      1. Christoph Jacob Peller von Schoppershof (1683–1729) ⚭ Maria Sophia Löffelholz von Kolberg (1685–1741), sechs Kinder

    3. Martin Peller (1651–1720), Jurist ⚭ Clara Sabina von Rothenhof (1662–1733), fünf Kinder
      1. Johann Christoph Peller (1698–?) ⚭ Clara Catharina Kreß von Kressenstein (1703–1740)
        1. Johann Jacob Peller († 1724 als Kind)

    4. Hans Christoph Gottfried Peller (1664–1696) ⚭ Maria Clara Kreß von Kressenstein (1665–1743), sieben Kinder
      1. Christoph Jacob Peller (1686–1765), Oberzoll- und Waagamtmann ⚭ Helena Jacobina Derrer von Unterbürg (1698–1775) 14 Kinder
        1. Christoph Gottfried Peller (1723–?), Zollamtmann ⚭ Helena Catharina Fürer von Haimendorf (1733–1782), 13 Kinder
          1. Karl Gustav Christoph Peller (1764–1802), Leihhauskassier ⚭ Marie Magdalene von Furtenbach (1764–1815)
            1. Christoph Gottfried Wilhelm Peller (1789–1860), Oberst ⚭ Karoline Freiin von Behaim (1802–?)
              1. Maria Karoline Wilhelmine Peller (1824–1851) ⚭ Georg Theodor Christoph Hubert von Michels, Oberst
              2. Eleonora Karoline Augusta Peller (1829–?) ⚭ Friedrich Biondino, Hauptmann
              3. Christoph Karl Friedrich Wilhelm Peller (1841–1870), Oberleutnant

      2. Christoph Gottfried Peller (1691–1741), Jurist, unverheiratet

  3. Wilhelm Bartholomäus Peller (1611–1669) ⚭ 1. Anna Regina Volckamer (1613–1641), drei Kinder ⚭ 2. Maria Magdalena van Oyrl (1619–1686), sieben Kinder
    1. Maria Sabina Peller (1651–1705) ⚭ Christoph Jacob Behaim (1642–1688), Kaiserlicher Rat, Diplomat

## Bilder

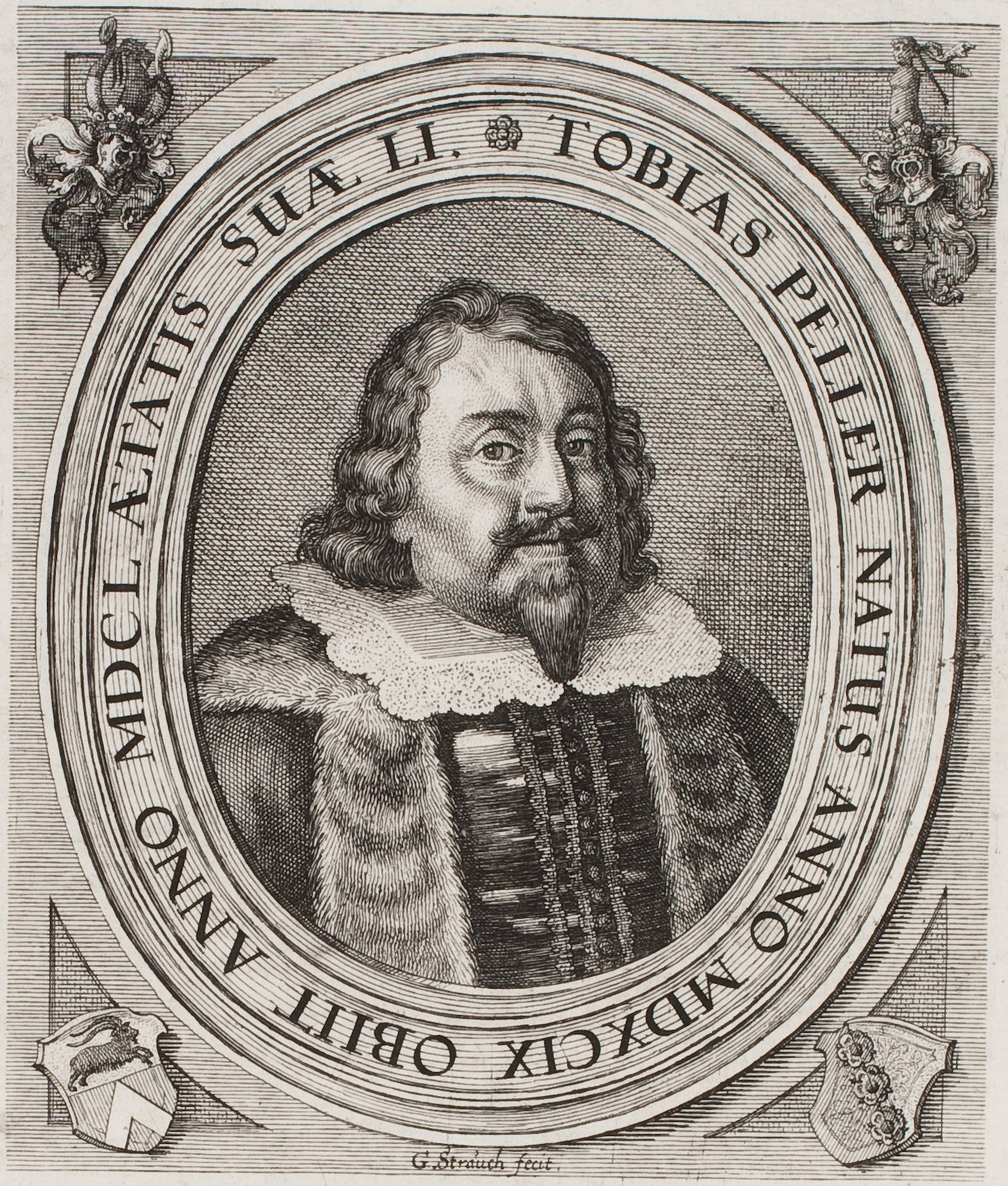
Tobias Peller
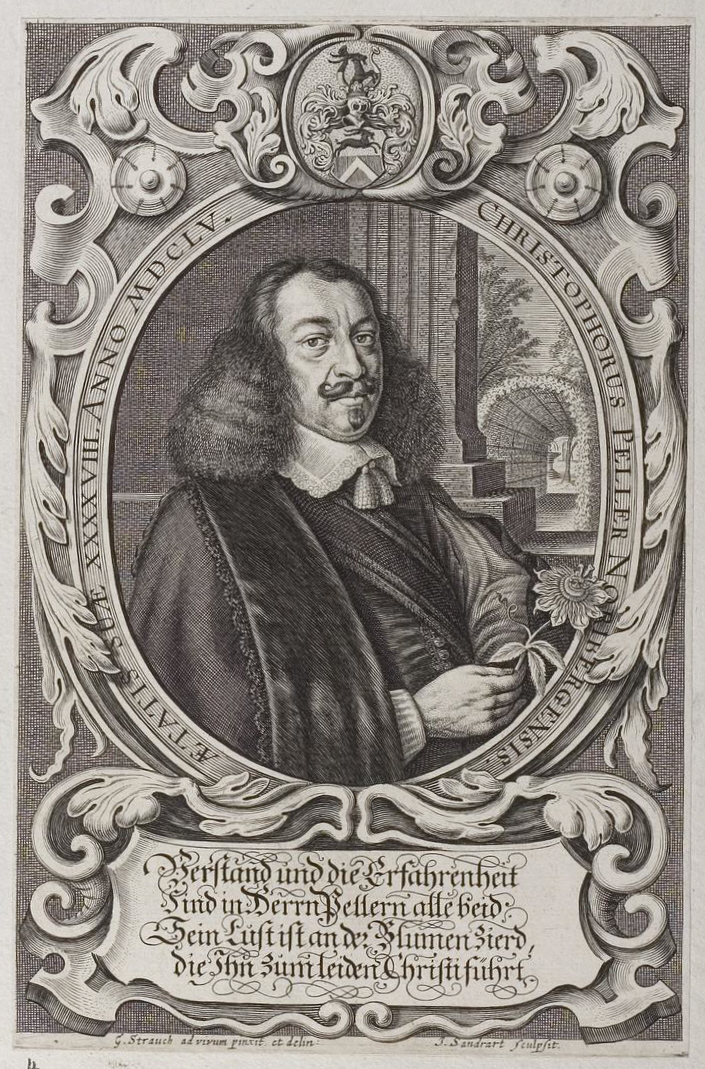
Christoph Peller der Ältere
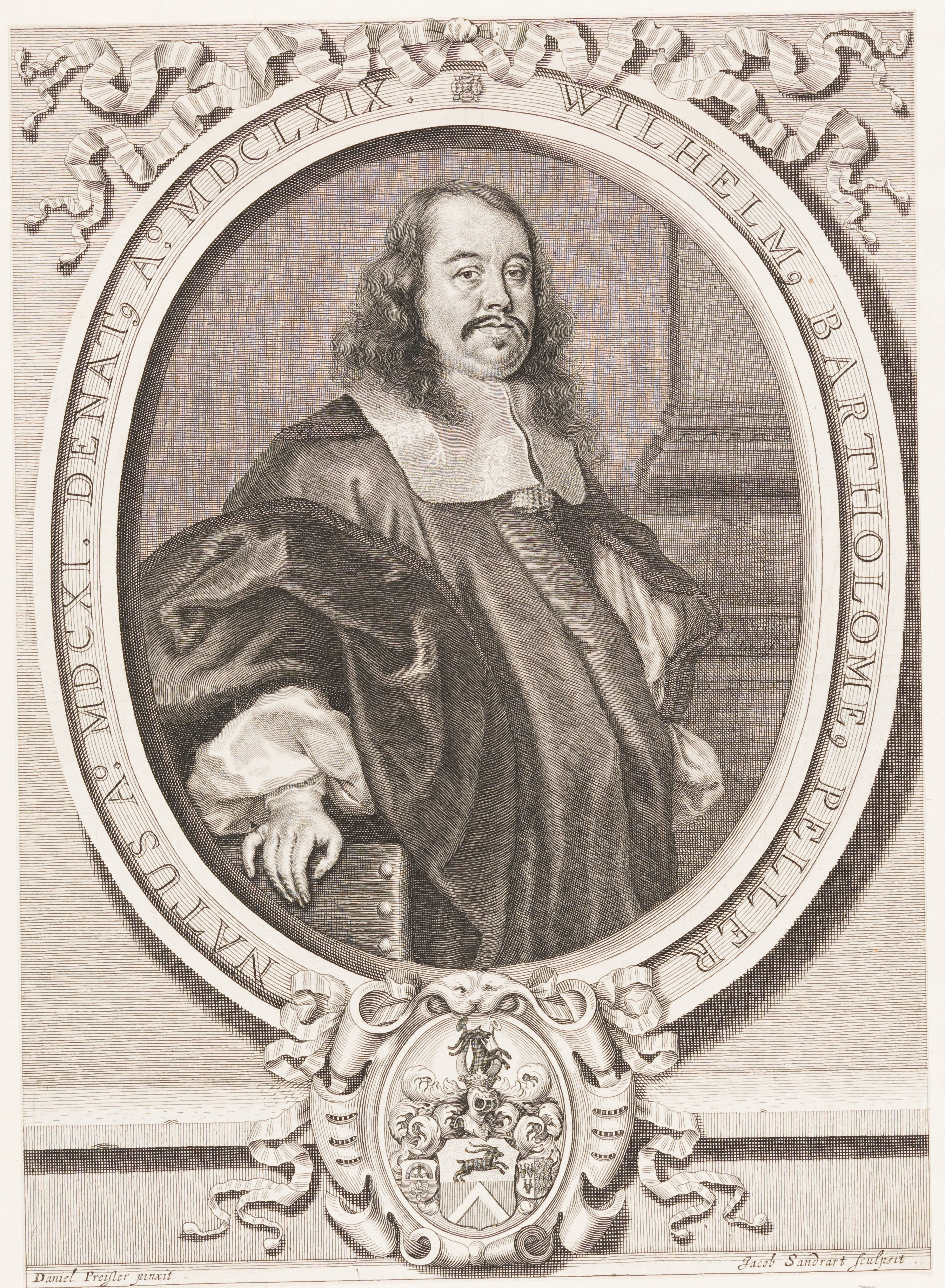
Wilhelm Bartholomäus Peller
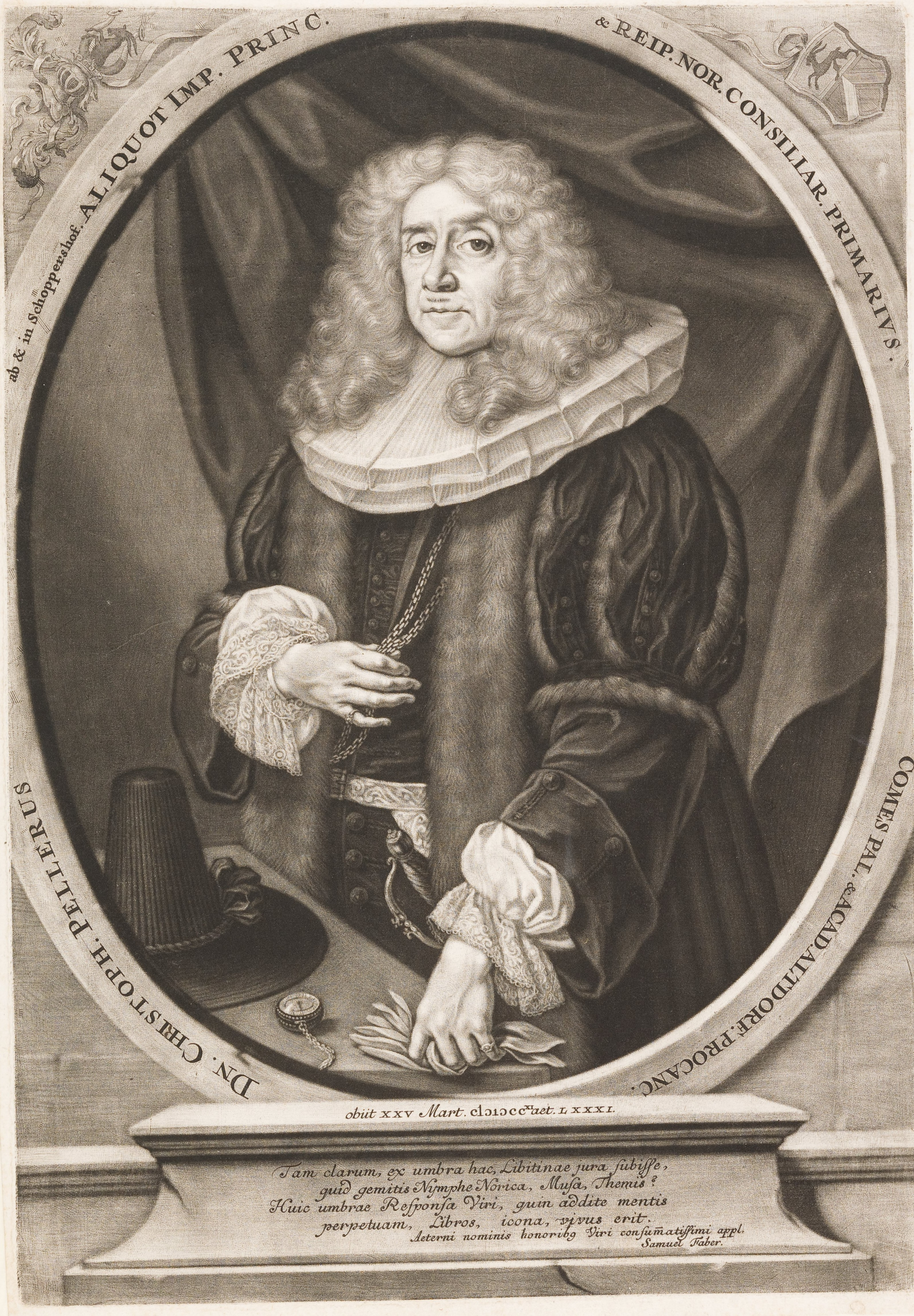
Christoph Peller der Jüngere
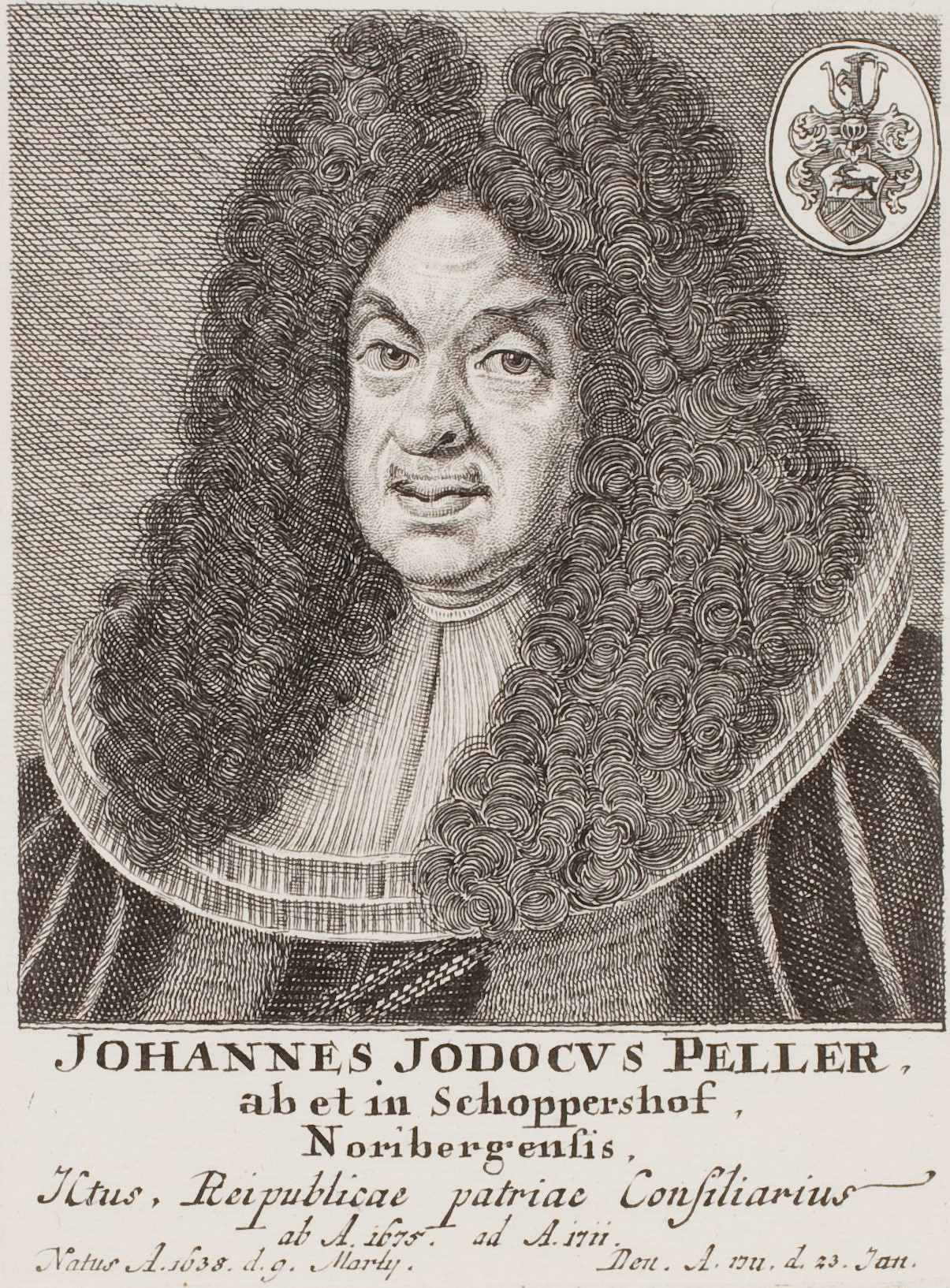
Johann Jobst Peller
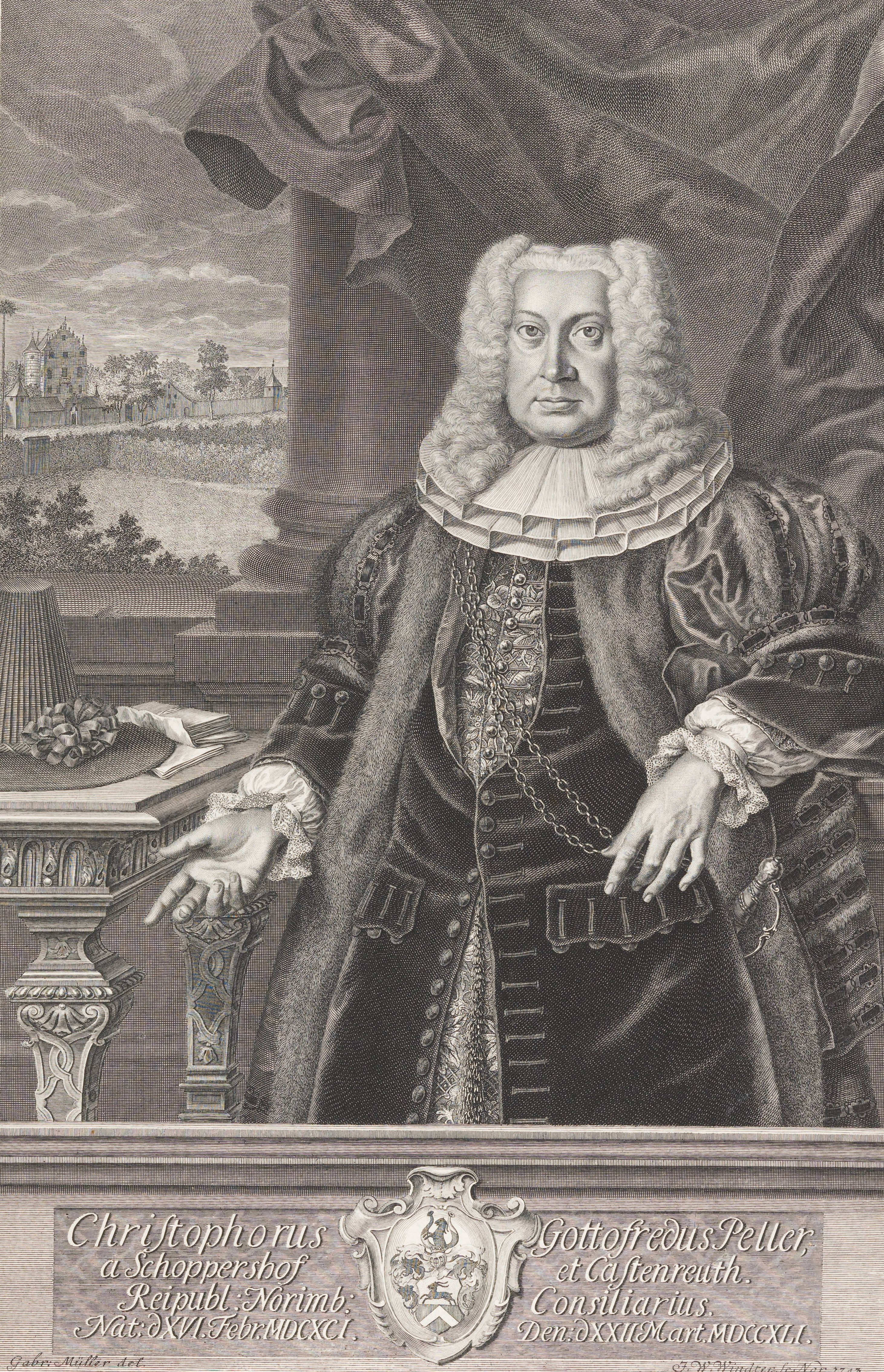
Christoph Gottfried Peller
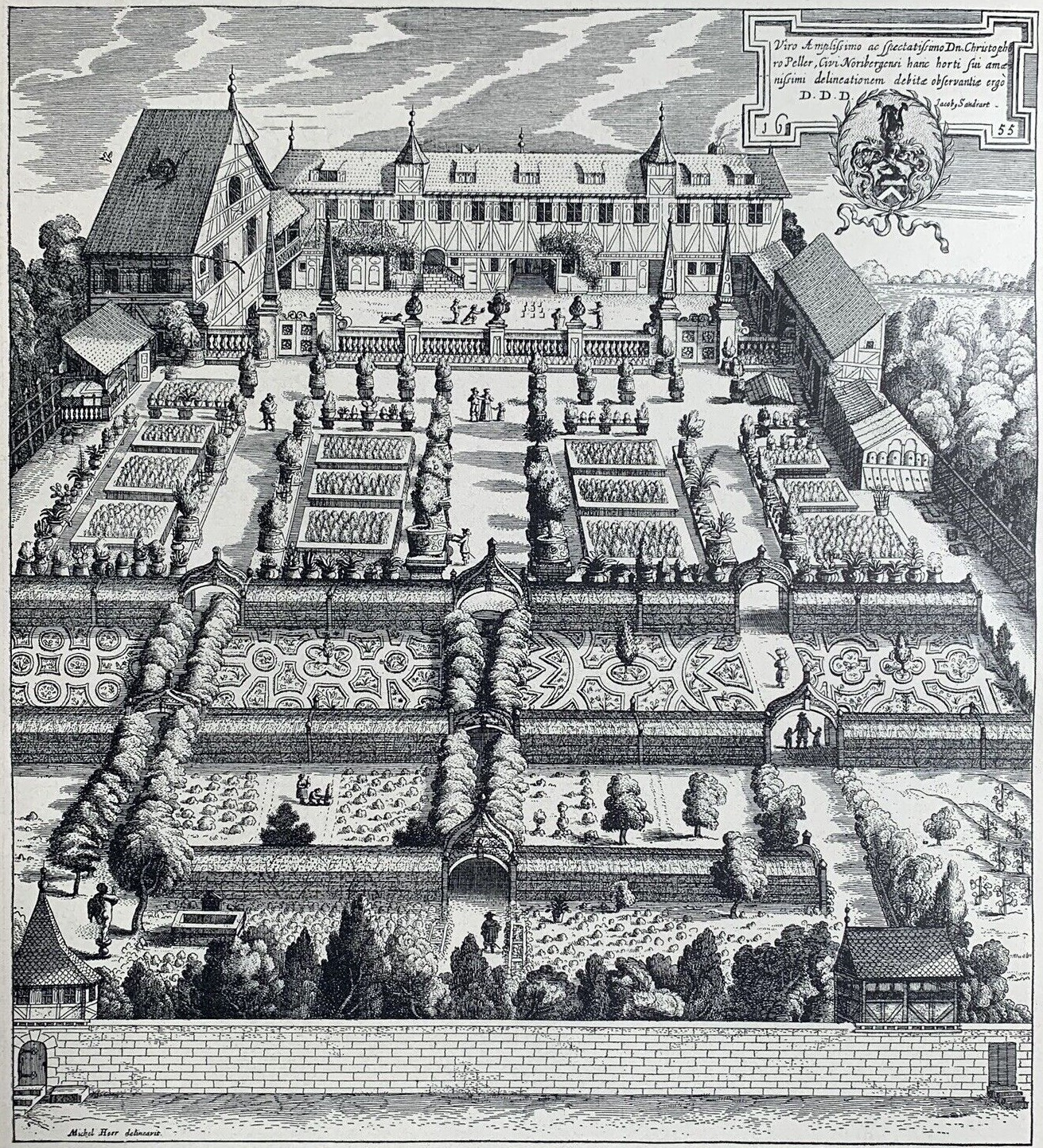
Garten der Peller in St. Johannis (1655)
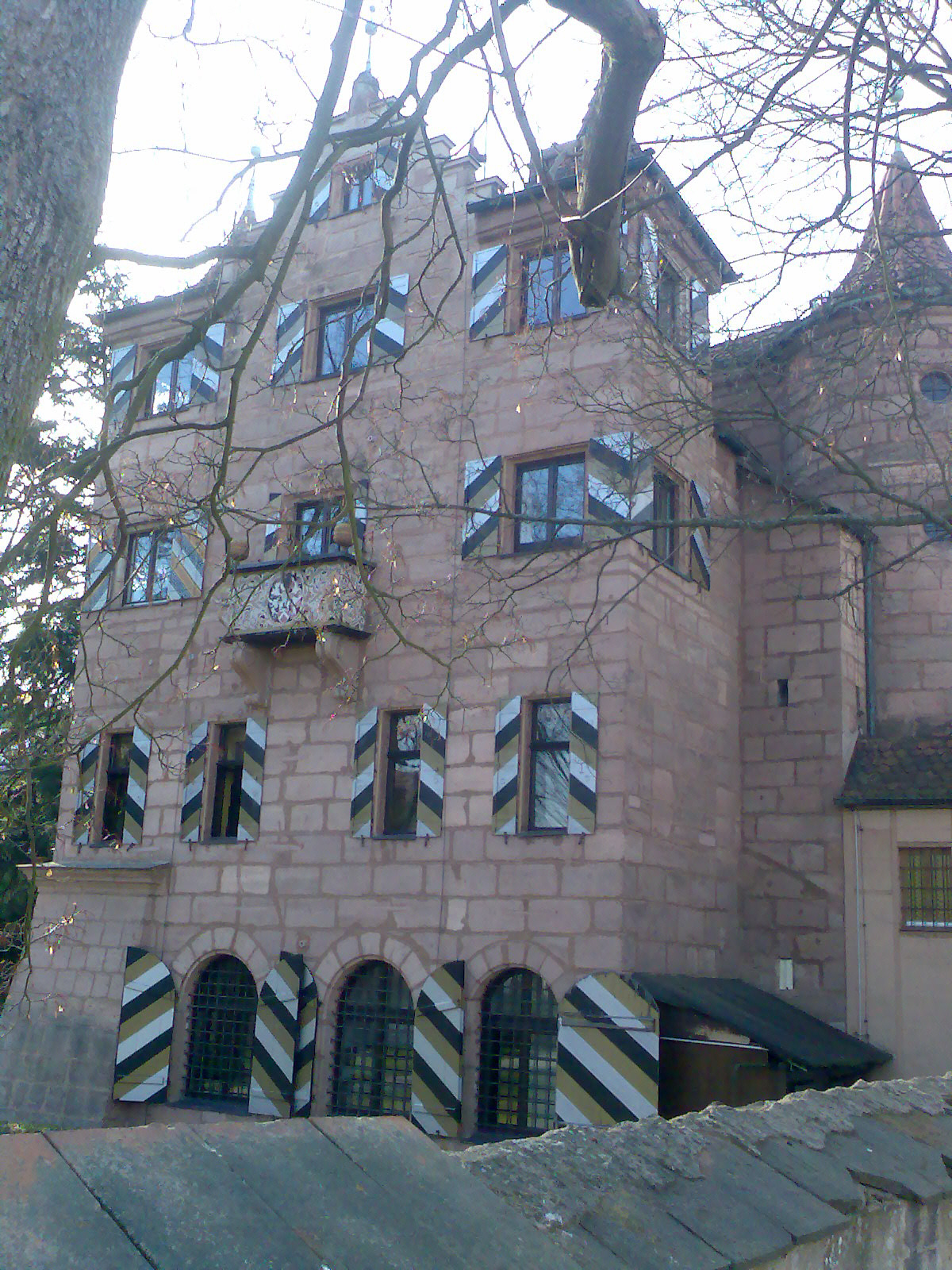
Schloss Schoppershof